# Ла Боте (Рим)
Ла Боте је насеље у Италији у округу Рим, региону Лацио.
Према процени из 2011. у насељу је живело 1550 становника. Насеље се налази на надморској висини од 76 м.